# 海原さおり・しおり
海原さおり・しおり（うなばら さおり・しおり）は、日本の女性漫才コンビであった。よしもとクリエイティブ・エージェンシー大阪本部に所属していた。

## メンバー
- 海原さおり（うなばら さおり。1957年5月22日[1] - 、本名：西山日呂子（旧姓：弥永））

ツッコミ役。身長160センチ、血液型A型。京都府宇治市出身。
- 海原しおり（うなばら しおり。1955年（昭和30年）[2][注釈 1]1月26日[1] - 2014年1月3日[3]、本名：阪本しおり（死去時の本名：網谷しおり＝あみたに・しおり））

ボケ役。身長150センチ、血液型O型。鹿児島県薩摩郡甑島（現在は薩摩川内市に属する）生まれ、大阪府豊中市育ち。2014年1月3日午前8時33分ごろ、脳腫瘍のため大阪府豊中市の協和会千里中央病院で死去した。58歳没。

## 来歴
1978年2月、「花の110番しおり・ひろこ」というコンビ名で、ケーエープロダクションよりデビュー。それ以前は女優活動をしていた。翌年暮に海原お浜・小浜の小浜に弟子入りし、海原さおり・しおりと改名。入門直後に海原お浜・小浜が引退した為、夢路いとし・喜味こいし両師に稽古を付けてもらった。
結婚後も仕事を続け、漫才だけでなく、それぞれタレント、講演などの活動を行った。短期ではあるが座長公演（2003年）も実現させた。ケーエー時代に大阪・なんばグランド花月（NGK）に1989年と2003年に出演したことがあった。
1985年、さおりが漫才師の大木こだまと結婚、2005年7月、しおりが元競艇選手の夫と離婚。
2009年5月、ケーエープロダクションを退社しフリーで活動していたが、2010年2月19日よりよしもとクリエイティブ・エージェンシーに所属した。よしもと所属での初舞台は2月28日、大阪・京橋花月であった。
しかし、2012年7月6日にしおりがなんばグランド花月での公演を終えた後、めまいのような症状を訴え、兵庫県内の病院に入院。早期の脳腫瘍との診断を受けた。そして同年8月27日、大阪府内の病院の脳神経外科に再入院、脳腫瘍の手術を行った。年内は治療に専念するため休業し、その間さおりは一人で活動を行うと発表した。しおりは手術後も治療を続けていたが、2014年1月3日に闘病の末に死去した。58歳没。
しおりは豊中市で和食店「創新美味しおり」を経営。元夫が経営、寿司職人のしおりの実兄が厨房を仕切っていたが、離婚後は、しおりが2008年に調理師免許を取得し、自ら板場に立っていた。2004年4月から8年余り続けてきた店であったが、しおりの体調上の理由で2012年8月16日をもって閉店した。
しおりは第一子の死（生後1ヶ月足らず）を乗り越え第二子を妊娠した際、さおりも初めて妊娠。さおりは4か月目で流産したが、しおりは第二子（女児）を無事に出産した。この後、しおりは第三子（男児）を、さおりも子を出産（女児2人）している。
上述のように、さおりの夫は大木こだまで、長女の西山加朱紗は元静岡第一テレビ（だいいちテレビ）のフリーアナウンサー、次女の西山穂乃加は元テレビ新広島のアナウンサー（2024年3月退職）。さおりは夫のこだまと夫婦漫才をやりたいと長年思っており、2006年11月に『芸恋リアル』の企画で実現した。近所の公民館で住民を集めて夫婦漫才を成功させた。
2009年2月に行なわれた「コンビ結成30周年公演」（ワッハホール）では、喜味こいしから「二代目・海原お浜・小浜」の襲名を薦められた事もあった。
さおりはレギュラー出演しているかんさい土曜ほっとタイム番組内で「孫が居る」と発言している。

## 受賞
- 1980年
  - 第1回ABC落語漫才新人コンクール 審査員奨励賞
  - 第11回NHK上方漫才コンテスト 優秀賞
- 1981年 - 第16回上方漫才大賞 新人奨励賞

## 出演

### TV
- ヤングおー!おー!（毎日放送）
- スタジオ2時（毎日放送）
- クイズMr.ロンリー（毎日放送）[1]
- THAT'S MANZAI（朝日放送）
- THE MANZAI2（1980年5月20日、フジテレビ）
- 岡っ引どぶ 第7話「仕込み十手殺人事件」（1991年、フジテレビ）※しおりのみ
- バラエティー生活笑百科（2011年1月15日、NHK総合）

### ラジオ
- 関西発土曜サロン（NHK）※さおりのみ
- かんさい土曜ほっとタイム（NHK）※さおりのみ
- 海原さおり・しおりの歌謡パラダイス（ラジオ関西）[1]
- 立原啓裕の昼はおまかせ!電リクだぁ!!（ABCラジオ）※さおりのみ
- 立原啓裕 噂のダイヤル1008（ABCラジオ）※さおりのみ
- 昼ドキ!ワイド1008（ABCラジオ）※さおりのみ

### CM
- テレビ大阪（1983年）
- フジッコ ふじっ子煮（1983年。牟田悌三と共演）

## レコード・CD
- MR.DOCTOR（1982年発売 ポリドール） - ジャケット写真では、さおりが看護婦でしおりが患者役になっている。
- 好きなら好きやというてんか
- 大阪パラダイス